# ای‌سی‌اچ والی
|         |                                                                   |
| نام     | ACH Volley                                                        |
| لقب     | Oranžni Zmaji (اژدهای نارنجی)                                     |
| ورزشگاه | استوزیچ (لیگ قهرمانان) تیوولی (مسابقات ملی و جام حذفی اسلوونیایی) |
| لیگ     | لیگ اسلوونی جام حذفی اسلوونی مواتزا لیگ قهرمانان والیبال اروپا    |
| رنگ تیم | نارنجی، آبی                                                       |
| سایت    | Official website                                                  |

آچ لیوبلیانا (انگلیسی: ACH Volley) باشگاه حرفه‌ای والیبال مردان مستقر در لیوبلیانا است. تیم آچ در لیگ اسلوونی، جام حذفی اسلوونی، لیگ مواتزا و لیگ قهرمانان اروپا حضور دارد و شرناس‌ترین تیم اسلوونی است.امیرحسین توخته هم اکنون عضو این تیم است.